# Siona lineata
Pour les articles homonymes, voir Phalène.
Espèce
La Phalène blanche (Siona lineata) est une espèce de lépidoptères de la famille des Geometridae.

## Noms vernaculaires
La Phalène blanche est également appelée la Divisée ou la Surlignée. Ce dernier nom se rapproche du nom anglais de l'espèce (black-veined moth).

## Description de l'imago
D'une envergure moyenne de 45 mm, ce papillon aux ailes blanc crème à jaunâtre et au corps blanc se distingue d'autre géométridés clairs par les nervures plus ou moins soulignées de sombre de ses ailes.

## Distribution et biotopes
L'espèce a été signalée dans presque toute la France métropolitaine, où elle ne manque que dans certains départements de l'Ouest et du Sud-Est. Elle est par ailleurs recensée dans la plupart des pays d'Europe, et en Asie tempérée jusqu'en Mongolie. 
Le papillon fréquente les milieux ouverts tels que les prairies et les friches, et vole de mai à juin.